# Сужиков, Мухамедгали Аленович
Мухамедгали Аленович Сужиков (каз. Мұхамедғали Әленұлы Сужиков; 15 сентября 1910, село Баклано-Лопатино, Красноярский уезд, Астраханская губерния, Российская империя — 14 августа 1999, Алма-Ата, Казахстан) — советский казахский партийный и государственный деятель. Первый секретарь Семипалатинского обкома КП Казахстана (1958—1960).

## Биография
Член ВКП(б) с 1932 г. В 1929 г. окончил педагогические курсы при Народном комиссариате просвещения РСФСР, в 1948 г. — Высшую школу партийных организаторов при ЦК ВКП(б), Высшую партийную школу при ЦК ВКП(б).
- 1929—1938 гг. — заведующий школой колхозной молодёжи, директор Володарского рабочего факультета Астраханского рыбного техникума,
- 1938—1943 гг. — председатель исполнительного комитета Володарского районного Совета (Астраханский округ),
- 1943 г. — секретарь Астраханского окружного комитета ВКП(б),
- 1944—1945 гг. — заместитель секретаря Астраханского областного комитета ВКП(б) по животноводству,
- 1948—1949 гг. — секретарь Актюбинского областного комитета КП(б) Казахстана по кадрам,
- 1949—1950 гг. — секретарь Актюбинского областного комитета КП(б) Казахстана,
- 1950—1951 гг. — первый секретарь Актюбинского областного комитета КП(б) Казахстана,
- 1951—1954 гг. — секретарь ЦК КП(б) — КП Казахстана,
- 1954—1958 гг. — первый секретарь Кзыл-Ординского областного комитета КП Казахстана,
- 1958—1960 гг. — первый секретарь Семипалатинского областного комитета КП Казахстана,
- 1960—1963 гг. — заместитель председателя Комиссии государственного-советского контроля СМ Казахской ССР,
- 1963—1965 гг. — председатель казахского республиканского комитета Профсоюза работников культуры,
- 1965—1967 гг. — секретарь Кустанайского областного комитета КП Казахстана,
- 1967—1971 гг. — председатель Государственного комитета СМ Казахской ССР по печати.

С 1971 г. на пенсии.

## Награды и звания
Награждён орденом Трудового Красного Знамени, двумя орденами «Знак Почёта».